# Grenzkraftwerke
Die Grenzkraftwerke GmbH (GKW) ist ein Unternehmen der Elektrizitätswirtschaft, das sich mit dem Ausbau und der Nutzung der Wasserkraft an den österreichisch-bayerischen Grenzflüssen befasst.

## Firmenprofil
Die GKW betreibt seit ihrer Gründung am 1. Juli 1999 die Betriebsführung für die Kraftwerke der Österreichisch-Bayerischen Kraftwerke AG (ÖBK) und der Donaukraftwerk Jochenstein AG (DKJ).
Die Zuständigkeit der GKW erstreckt sich über die Wasserkraftwerke
- Oberaudorf-Ebbs am Inn (Kraftwerk der ÖBK)
- Braunau-Simbach am Inn (Kraftwerk der ÖBK)
- Kraftwerk Ering-Frauenstein am Inn (Kraftwerk der ÖBK)
- Kraftwerk Egglfing-Obernberg am Inn
- Schärding-Neuhaus am Inn (Kraftwerk der ÖBK)
- Passau-Ingling am Inn (Kraftwerk der ÖBK)
- Jochenstein an der Donau (Kraftwerk der DKJ)

Der Sitz der Gesellschaft ist in Simbach am Inn, eine Zweigstelle in Braunau am Inn.